# Śmierć Achillesa
Śmierć Achillesa – powieść detektywistyczna autorstwa Borisa Akunina. Czwarta część cyklu o Eraście Fandorinie.

## Fabuła
Jest rok 1882. Po czteroletnim pobycie w Japonii asesor kolegialny Erast Fandorin, agent do zadań specjalnych, wraca do Rosji. W dniu jego przyjazdu do Moskwy umiera bohater narodowy, generał Michaił Dmitrycz Sobolew (jego pierwowzorem jest generał Michaił Skobielew). Fandorin podejrzewa morderstwo i na skutek błyskotliwego śledztwa wpada na trop niemieckiego szpiega, którego posądza o to zabójstwo. Z biegiem czasu okazuje się jednak, że sprawa jest bardziej skomplikowana, niż wydawało się to na początku, a na horyzoncie pojawia się krwawa postać z przeszłości Fandorina – zawodowy morderca. Całość intrygi zaś zaczyna zataczać coraz szersze kręgi, zahaczając o najwyższe szczeble władzy...
Formalnie powieść zbudowana jest z trzech części. Pierwsza przedstawia wydarzenia okiem Fandorina. Druga część, pozornie niemająca nic wspólnego z poprzednią, opisuje historię życia największego przeciwnika głównego bohatera i pod koniec splata losy dwóch adwersarzy. Część trzecia opowiada przebieg wydarzeń z punktu widzenia obu przeciwników na przemian.